# Oreochromis rukwaensis
Oreochromis rukwaensis är en fiskart som först beskrevs av Franz Martin Hilgendorf och Pappenheim, 1903.  Oreochromis rukwaensis ingår i släktet Oreochromis och familjen Cichlidae. IUCN kategoriserar arten globalt som sårbar. Inga underarter finns listade i Catalogue of Life.